# Заслуженный ветеринарный врач Российской Федерации
«Заслуженный ветеринарный врач Российской Федерации» — почётное звание, входящее в государственную наградную систему Российской Федерации.

## Порядок присвоения
Почётные звания Российской Федерации присваиваются указами Президента Российской Федерации на основании представлений, внесенных ему по результатам рассмотрения ходатайства о награждении и предложения Комиссии при Президенте Российской Федерации по государственным наградам.

## История звания

### 1992 год
После изменения наименования государства с «Российская Советская Федеративная Социалистическая Республика» на «Российская Федерация» в наименовании почётного звания «Заслуженный ветеринарный врач РСФСР» аббревиатура РСФСР была заменена словами Российской Федерации, при этом сохраняло силу Положение о почётном звании, утверждённое Указом Президиума Верховного Совета РСФСР от 16 июня 1949 года «Об установлении почётных званий „Заслуженный зоотехник РСФСР“ и „Заслуженный ветеринарный врач РСФСР“», в котором говорилось:
Звание Заслуженного ветеринарного врача РСФСР присваивается высококвалифицированным ветеринарным врачам колхозов, совхозов, зооветеринарных участков и пунктов, государственных племенных рассадников, государственных племенных конюшен и конных заводов, инкубаторно-птицеводческих станций, ветеринарных лечебниц, научно-исследовательских учреждений, ветеринарно-профилактических и противоэпизоотических учреждений и сельскохозяйственных органов, проработавшим по специальности не менее 10 лет и имеющим крупные заслуги в области развития общественного колхозного, совхозного животноводства и птицеводства и повышения продуктивности.
С 1992 года почётное звание присваивалось указами Президента Российской Федерации.

### 1995 год
Указом Президента Российской Федерации от 30 декабря 1995 года № 1341 «Об установлении почётных званий Российской Федерации, утверждении положений о почётных званиях и описания нагрудного знака к почётным званиям Российской Федерации» было установлено почётное звание «Заслуженный ветеринарный врач Российской Федерации» (с отменой Указа Президиума Верховного Совета РСФСР от 16 июня 1949 года).
Тем же указом было утверждено Положение о почётном звании, в котором говорилось:
Почётное звание «Заслуженный ветеринарный врач Российской Федерации» присваивается высококвалифицированным ветеринарным врачам, занятым в сельскохозяйственном производстве, на станциях по борьбе с болезнями животных, в научно-исследовательских и других ветеринарных учреждениях, государственной ветеринарной инспекции, государственном ветеринарном надзоре на транспорте, государственной границе и других ветеринарных учреждениях, за заслуги в области ветеринарии, развитии животноводства, повышении его продуктивности и работающим по специальности 10 и более лет.

### 2010 год
Почётное звание «Заслуженный ветеринарный врач Российской Федерации» упразднено Указом Президента Российской Федерации от 7 сентября 2010 года № 1099 «О мерах по совершенствованию государственной наградной системы Российской Федерации».

### 2021 год
Почётное звание «Заслуженный ветеринарный Российской Федерации» вновь установлено Указом Президента Российской Федерации от 17 мая 2021 года № 280 «Об установлении почётного звания „Заслуженный ветеринарный врач Российской Федерации“».
Тем же указом утверждено Положение о почётном звании, в котором говорится:
1. Почетное звание «Заслуженный ветеринарный врач Российской Федерации» присваивается высокопрофессиональным практикующим ветеринарным врачам за личные заслуги:
а) в оказании своевременной ветеринарной помощи с использованием в практике работы последних достижений ветеринарной науки, современных лекарственных препаратов, средств для ветеринарного применения, медицинских инструментов и оборудования;
б) во внедрении в современную ветеринарную практику передового российского и мирового опыта в области профилактики, диагностики, лечения болезней животных и реабилитации животных;
в) в реализации мероприятий по предупреждению и ликвидации заразных и иных болезней животных, включая сельскохозяйственных, домашних, зоопарковых и других животных;
г) в предупреждении болезней животных, их лечении, обеспечении безопасности в ветеринарно-санитарном отношении продуктов животноводства, а также в защите населения от болезней, общих для человека и животных;
д) в успешном совмещении высокопрофессиональной деятельности по оказанию ветеринарной помощи с эффективной организационной или научной работой в области ветеринарии;
е) в организации и проведении противоэпизоотических и других ветеринарных мероприятий;
ж) в осуществлении специальных мероприятий по защите животных от поражающего воздействия экстремальных факторов, природных и техногенных катастроф;
з) в подготовке квалифицированных кадров в области ветеринарии.

2. Почетное звание «Заслуженный ветеринарный врач Российской Федерации» присваивается, как правило, не ранее чем через 20 лет с начала осуществления профессиональной деятельности и при наличии у представленного к награде лица отраслевых наград (поощрений) федеральных органов государственной власти или органов государственной власти субъектов Российской Федерации.

## Нагрудный знак
Нагрудный знак имеет единую для почётных званий Российской Федерации форму и изготавливается из серебра высотой 40 мм и шириной 30 мм. Он имеет форму овального венка, образуемого лавровой и дубовой ветвями. Перекрещенные внизу концы ветвей перевязаны бантом. На верхней части венка располагается Государственный герб Российской Федерации. На лицевой стороне, в центральной части, на венок наложен картуш с надписью — наименованием почётного звания.
На оборотной стороне имеется булавка для прикрепления нагрудного знака к одежде. Нагрудный знак носится на правой стороне груди.